# إيون فيوجن
فيوجن (بالإنجليزية: Fusion)‏ هو برنامج لدمج الصور والفيديو دمج رقمي وتعديلها. البرنامج من إنتاج شركة إيون (بالإنجليزية: eyeon)‏ ويستعمل في صنع الكثير من الأفلام والتأثيرات البصرية والإنتاج التلفزيوني والتجاري عالي الدقة HD. ويستعمل طريقة العقد في التصميم Nodes والتي تمنحك السلاسة وإمكانية التعديل الأكبر ويحمل الكثير من التأثيرات التعديلات التي تعطي الفيديو الجمال والواقعية.

## الاستخدام
استعمل البرنامج في الكثير من الأفلام مثل:
- أفاتار
- مدينة الخطيئة "سين سيتي"
- إيلياس